# Luis Muriel
Luis Fernando Muriel Fruto (Santo Tomás, 16 de abril de 1991) é um futebolista colombiano que atua como atacante e atualmente joga pelo Orlando City.
Depois de iniciar a carreira profissional no Deportivo Cali, da Colômbia, Muriel ingressou na Udinese, da Itália. Em suas duas primeiras temporadas no clube, ele foi emprestado ao Granada e ao Lecce, respectivamente, antes de retornar ao clube em 2012, ano em que ganhou o prêmio de Revelação da Serie A ao lado de Stephan El Shaarawy. Depois de marcar 15 gols em 57 partidas pela liga, Muriel ingressou na Sampdoria, também na Serie A, em janeiro de 2015. Ele passou duas temporadas e meia pelo clube, marcando 21 gols em 79 partidas antes de ingressar no Sevilla em 2017. Em janeiro de 2019, ele foi mandado de volta à Itália por empréstimo para a Fiorentina. Em junho de 2019, Muriel assinou pelo Atalanta, da Serie A, por cerca de € 18 milhões.
Muriel é atualmente um jogador da Seleção Colombiana, tendo representado sua nação desde 2012. Ele fez sua estreia como titular em junho de 2012, em uma partida das eliminatórias para a Copa do Mundo contra o Equador e marcou seu primeiro gol no ano seguinte contra a Guatemala. Posteriormente, ele participou das edições 2015 e 2019 da Copa América e da Copa do Mundo de 2018.

## Carreira

### Clubes

#### Deportivo Cali
Depois de passar alguns anos na base do Junior Barranquilla, Muriel ingressou no Deportivo Cali, da Primera A, em janeiro de 2009. Ele estreou diante do Envigado em 12 de julho de 2009, naquela que seria sua única partida no ano. Na temporada seguinte, ele marcou nove gols em dez partidas.
A forma inicial de Muriel pelo Deportivo Cali, que incluiu um hat-trick contra o Once Caldas na sua terceira partida, rendeu-lhe o apelido de "o Ronaldo colombiano", em comparação com o ex-atacante brasileiro Ronaldo.
No meio da temporada colombiana, ele foi contratado pela Udinese da Serie A.

#### Udinese
Em 30 de maio de 2010, a Udinese concluiu oficialmente a contratação de Muriel por uma taxa de € 1,5 milhões. Nos termos do acordo de transferência, a Udinese obteve 70% dos direitos de Muriel, sendo os restantes 30% retidos pelo Deportivo.
Pouco depois de sua chegada a Udine, ele foi emprestado ao Granada da Segunda Divisão Espanhola.

##### Empréstimos para Granada e Lecce
Muriel completou sua transferência para o Granada em 12 de julho de 2010. O clube foi promovido à La Liga pela primeira vez em 35 anos, mas foi uma passagem malsucedida para Muriel, que fez apenas sete jogos na temporada e não conseguiu marcar.
Após o término de seu empréstimo no Granada, Muriel foi emprestado novamente, dessa vez para o Lecce da Serie A. Ele fez sua estreia pelo clube em 27 de outubro de 2011, na derrota por 2-0 para o Palermo. Em seu primeiro jogo como titular, no mês seguinte, contra o Cesena, Muriel foi expulso após dois cartões amarelos. Ele terminou a temporada com sete gols em 29 partidas, embora seus esforços não tenham sido suficientes para evitar que o Lecce fosse rebaixado para a Serie B. Sua forma ao longo da temporada chamou a atenção do Milan e da Internazionale, com ambos os clubes fazendo ofertas oficiais para contratá-lo, mas Muriel confirmou que voltaria para a Udinese.

#### Volta para a Udinese
A má condição física de Muriel ao retornar ao Udinese atraiu a ira de Francesco Guidolin, com o treinador insistindo que ele precisava perder 2,3 kg. Ele foi capaz de entrar em forma para o início da temporada e fez sua estreia na derrota por 2–1 contra a Fiorentina em 25 de agosto de 2012, dando assistência a Maicosuel para o gol inaugural.
Ele assinou uma extensão de contrato no mês seguinte, assinando um contrato de cinco anos com o clube.
Em janeiro de 2012, Muriel recebeu o prêmio de Revelação da Série A ao lado de Stephan El Shaarawy do Milan em reconhecimento à sua forma com Lecce e Udinese no ano anterior. No final da temporada, ele contribuiu com 11 gols em 22 partidas na Serie A, apesar de ter perdido quase quatro meses de futebol por causa de uma fratura no fêmur esquerdo.
Na temporada seguinte, nas rondas de qualificação da UEFA Europa League de 2013–14, Muriel marcou os seus primeiros gols na Europa, marcando duas vezes na vitória por 3–1 sobre o Široki Brijeg da Bósnia. Sua forma declinou, enquanto ele lutava com problemas de peso e lesões, e ao longo da temporada ele marcou apenas quatro gols em 35 jogos.
No final das contas, ele marcou 15 gols em 57 partidas pelo clube, antes de sair para ingressar na Sampdoria em 2015.[carece de fontes?]

#### Sampdoria
Apesar de suas dificuldades com a Udinese, a Sampdoria concluiu a sua contratação em 22 de janeiro de 2015, com a obrigação de compra por um valor combinado de € 12 milhões.
Ele marcou quatro vezes em 16 partidas durante seu período de empréstimo antes de completar uma transferência definitiva no final da temporada. Em sua última temporada com o clube, ele registrou 11 gols e cinco assistências, o que levou o Sevilla a quebrar o recorde do clube e contratá-lo no final da temporada.

#### Sevilla
Em 11 de julho de 2017, o Sevilla, da La Liga, anunciou a contratação de Muriel por uma taxa recorde do clube de € 20 milhões.
Ele fez sua estreia em 19 de agosto em um empate de 1-1 com o Espanyol e marcou seu primeiro gol pelo clube em 17 de setembro em uma vitória por 1-0 sobre o Girona.
Após uma temporada de estreia decepcionante, na qual marcou apenas 9 gols em 46 partidas, Muriel se viu atrás de Wissam Ben Yedder e das novas contratações, André Silva e Quincy Promes, na hierarquia do ataque do Sevilla na temporada seguinte.

##### Empréstimo para Fiorentina
Em 2 de janeiro de 2019, Muriel voltou à Série A depois de assinar com a Fiorentina por um empréstimo até o final da temporada.[carece de fontes?]
Ele marcou três gols em sua estreia não competitiva, uma vitória sobre o time maltês, Hibernians, antes de fazer sua estreia oficial em 14 de janeiro na vitória por 2-0 da Coppa Italia sobre o Torino. Ele marcou duas vezes em sua estreia na liga em 20 de janeiro durante um empate por 3-3 com o seu antigo clube, Sampdoria.[carece de fontes?]
Ele acabou marcando seis gols no campeonato durante seu período de empréstimo, mas não foi contratado permanentemente depois que o clube passou por mudanças na diretoria.

#### Atalanta
Em 21 de junho de 2019, depois de um empréstimo bem-sucedido pela Fiorentina, Muriel voltou à Série A depois de assinar com a Atalanta em um acordo permanente no valor de € 18 milhões.

### Seleção

##### Base
Muriel representou a Colômbia no Sub-20 e participou da Copa do Mundo FIFA Sub-20 de 2011, da qual a Colômbia foi a anfitriã. Em 6 de agosto de 2011, já tendo marcado duas vezes contra a França, ele marcou o único gol na vitória da Colômbia sobre a Coreia do Sul para passar da fase de grupos. Muriel acabou marcando quatro gols no torneio antes que a Colômbia fosse eliminada pelo México nas quartas-de-final.

##### Principal

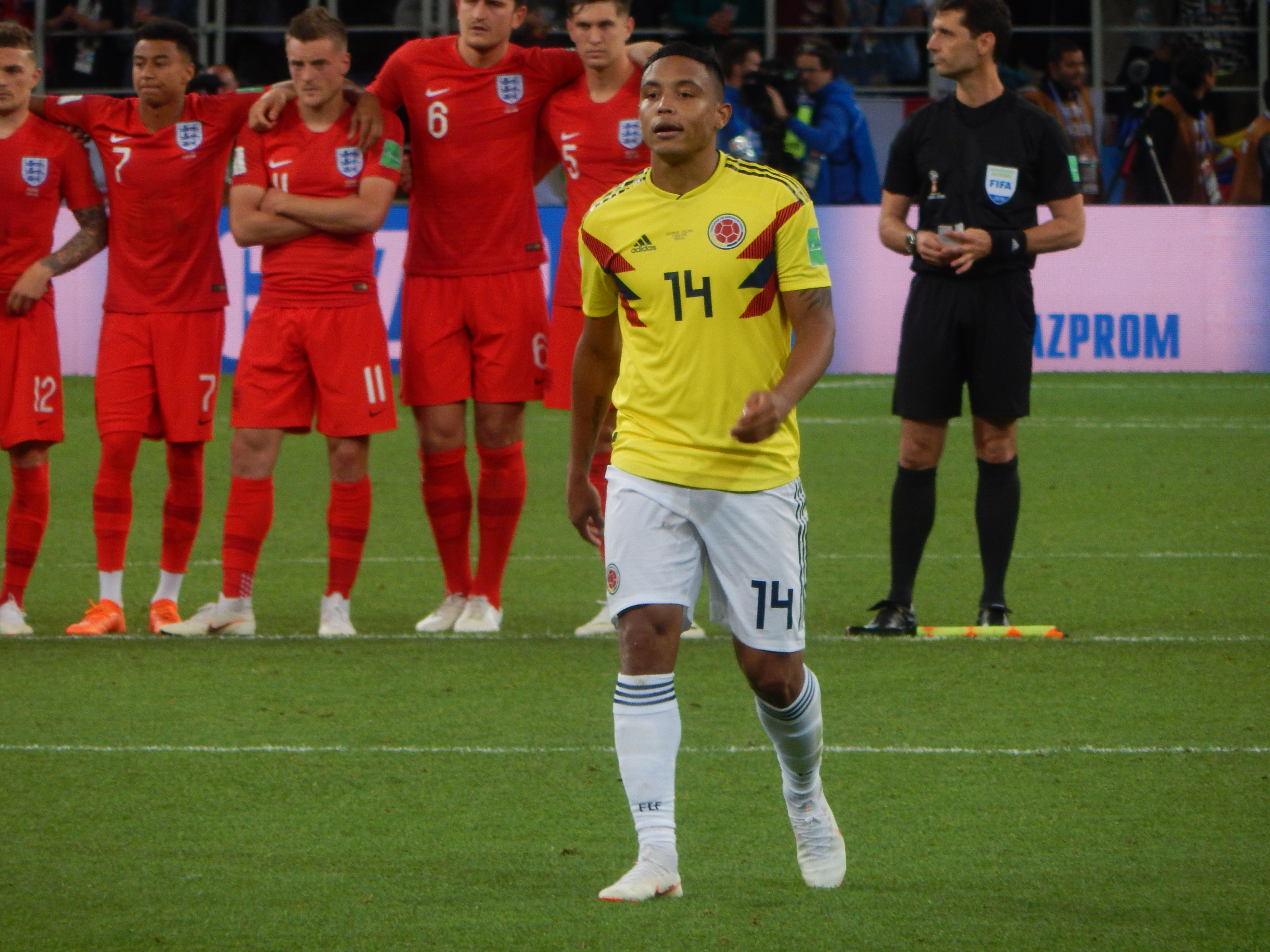
Muriel se prepara para cobrar um pênalti durante a derrota da Colômbia nos pênaltis para a Inglaterra na Copa do Mundo de 2018.

Muriel foi convocado para o time principal pela primeira vez em 2012 pelo novo técnico José Pékerman e fez sua estreia na derrota por 1-0 para o Equador nas eliminatórias da Copa do Mundo de 2014 em 10 de junho. Ele marcou seu primeiro gol no ano seguinte, marcando em um amistoso contra a Guatemala em 6 de fevereiro de 2013. No ano seguinte, ele foi um dos sete jogadores retirados da convocação da Colômbia para a Copa do Mundo de 2014 no Brasil. Ele fez parte da seleção da Colômbia para a Copa América de 2015, mas foi esquecido para a Copa América Centenário no ano seguinte.
Em maio de 2018, ele foi chamado para a seleção colombiana que disputou a Copa do Mundo de 2018 na Rússia. Ele jogou esporadicamente quando a Colômbia chegou às oitavas de final, onde foi eliminada após uma derrota nos pênaltis para a Inglaterra.
No verão seguinte, Muriel foi incluído na seleção de 23 jogadores da Colômbia para a Copa América de 2019 no Brasil.

## Estilo de jogo
Em sua juventude, Muriel foi frequentemente elogiado na mídia por suas atuações precoces durante o início de sua carreira na Itália, o que o levou a ganhar o Prêmio de Revelação da Serie A em 2012. Várias figuras do futebol na Itália, como o técnico Massimiliano Allegri, têm reconhecido Muriel pela velocidade e técnica com a bola, bem como pelo potencial que já demonstrou quando jovem. Seu ex-companheiro de equipe na Udinese, Antonio Di Natale, chegou a compará-lo a Alexis Sánchez em 2013. Embora Muriel seja normalmente destacado como atacante, ele é versátil, capaz de jogar em várias posições ofensivas; de fato, durante a temporada de 2012-13, sob o comando de Francesco Guidolin, ele também demonstrou suas capacidades criativas em um papel central mais retraído atrás de outro atacante, que frequentemente o fazia atuar como segundo atacante ou meio-campista ofensivo. Ele também é capaz de jogar como ala.
Um atacante rápido, talentoso, criativo e tecnicamente talentoso com boas habilidades de drible, ritmo, agilidade e aceleração, Muriel foi comparado ao ex-atacante brasileiro, Ronaldo. Ele afirmou que esta comparação se deve provavelmente ao fato de que, quando jovem, ele era um admirador de Ronaldo durante a permanência deste na Internazionale. Coincidentemente, ele também afirmou que, como seu ídolo de infância, ele também sofre de problemas de peso e até teve que perder cinco quilos durante a temporada 2012-13. Além de Ronaldo, outra das maiores influências de Muriel como jogador de futebol na juventude foi o compatriota Iván Valenciano.

## Estatísticas
Atualizado em 20 de maio de 2021.

### Clubes
| Clubes                  | Temporadas        | Liga              | Liga  | Liga | Copa  | Copa | Continental | Continental | Outros | Outros | Total | Total |
| Clubes                  | Temporadas        | Divisão           | Jogos | Gols | Jogos | Gols | Jogos       | Gols        | Jogos  | Gols   | Jogos | Gols  |
| ----------------------- | ----------------- | ----------------- | ----- | ---- | ----- | ---- | ----------- | ----------- | ------ | ------ | ----- | ----- |
| Deportivo Cali          | 2009              | Primera A         | 1     | 0    | —     | —    | —           | —           | —      | —      | 1     | 0     |
| Deportivo Cali          | 2010              | Primera A         | 10    | 9    | —     | —    | —           | —           | —      | —      | 10    | 9     |
| Deportivo Cali          | Total             | Total             | 11    | 9    | —     | —    | —           | —           | —      | —      | 11    | 9     |
| Udinese                 | 2010–11           | Serie A           | 0     | 0    | 0     | 0    | —           | —           | —      | —      | 0     | 0     |
| Udinese                 | 2012–13           | Serie A           | 22    | 11   | 1     | 0    | 0           | 0           | —      | —      | 23    | 11    |
| Udinese                 | 2013–14           | Serie A           | 24    | 4    | 3     | 2    | 4           | 2           | —      | —      | 31    | 8     |
| Udinese                 | 2014–15           | Serie A           | 11    | 0    | 0     | 0    | —           | —           | —      | —      | 11    | 0     |
| Udinese                 | Total             | Total             | 57    | 15   | 4     | 2    | 4           | 2           | —      | —      | 65    | 19    |
| Granada (Empréstimo)    | 2010–11           | La Liga           | 7     | 0    | 2     | 0    | —           | —           | —      | —      | 9     | 0     |
| Lecce (Empréstimo)      | 2011–12           | Serie A           | 29    | 7    | 0     | 0    | —           | —           | —      | —      | 29    | 7     |
| Sampdoria (Empréstimo)  | 2014–15           | Serie A           | 16    | 4    | 0     | 0    | —           | —           | —      | —      | 16    | 4     |
| Sampdoria               | 2015–16           | Serie A           | 32    | 6    | 1     | 0    | 2           | 1           | —      | —      | 35    | 7     |
| Sampdoria               | 2016–17           | Serie A           | 31    | 11   | 2     | 2    | —           | —           | —      | —      | 33    | 13    |
| Sampdoria               | Total             | Total             | 63    | 17   | 3     | 2    | 2           | 1           | —      | —      | 68    | 20    |
| Sevilla                 | 2017–18           | La Liga           | 29    | 7    | 9     | 2    | 8           | 0           | —      | —      | 46    | 9     |
| Sevilla                 | 2018–19           | La Liga           | 6     | 1    | 2     | 0    | 10          | 3           | 1      | 0      | 19    | 4     |
| Sevilla                 | Total             | Total             | 35    | 8    | 11    | 2    | 18          | 3           | 1      | 0      | 65    | 13    |
| Fiorentina (Empréstimo) | 2018–19           | Serie A           | 19    | 6    | 4     | 3    | —           | —           | —      | —      | 23    | 9     |
| Atalanta                | 2019–20           | Serie A           | 34    | 18   | 1     | 0    | 6           | 1           | —      | —      | 41    | 19    |
| Atalanta                | 2020–21           | Serie A           | 34    | 22   | 4     | 1    | 7           | 3           | —      | —      | 45    | 26    |
| Atalanta                | Total             | Total             | 68    | 40   | 5     | 1    | 13          | 4           | —      | —      | 86    | 45    |
| Total da carreira       | Total da carreira | Total da carreira | 306   | 106  | 29    | 10   | 37          | 10          | 1      | 0      | 371   | 126   |

### Seleção
| Seleção  | Anos  | Jogos | Gols |
| -------- | ----- | ----- | ---- |
| Colômbia | 2012  | 1     | 0    |
| Colômbia | 2013  | 4     | 1    |
| Colômbia | 2014  | 0     | 0    |
| Colômbia | 2015  | 3     | 0    |
| Colômbia | 2016  | 6     | 0    |
| Colômbia | 2017  | 3     | 0    |
| Colômbia | 2018  | 5     | 1    |
| Colômbia | 2019  | 10    | 3    |
| Colômbia | 2020  | 4     | 2    |
| Total    | Total | 36    | 7    |

## Prêmios individuais
- Oscar del Calcio: 2012 (Revelação)